# UCI-Paracycling-Straßen-Weltcup
Der UCI-Paracycling-Straßen-Weltcup ist eine vom Radsport-Weltverband UCI ausgerichtete Serie von Wettkämpfen im Paracycling, die jährlich an wechselnden Orten in mehreren Ländern stattfindet. Der Weltcup gehört neben den Paralympischen Spielen und den Paracycling-Straßenweltmeisterschaften zu den wichtigsten Veranstaltung in dieser Disziplin.
Der Weltcup ist der Sparte Straßenradsport innerhalb des Paracycling gewidmet. Ein Weltcup für die Sparte Bahnradsport existiert bislang nicht.

## Geschichte
Der Weltcup wurde im November 2009 aus der Taufe gehoben und sollte der Qualifikation für die Weltmeisterschaften dienen. Die 2010 ursprünglich geplanten Läufe in Corrèze und Baie-Comeau konnten jedoch nicht stattfinden, so dass es im ersten Jahr nur einen Lauf gab. Seit dem Folgejahr wird der Weltcup in der Regel mit je drei Läufen organisiert.
Die Corona-Pandemie sorgte 2020 für die Absage der geplanten Weltcuprunden in Castiglione und Baie-Comeau. Es gab somit in jenem Jahr keinen Weltcup. 2021 entfielen zwei der drei geplanten Runden, diejenigen in Bassano del Grappa und Baie-Comeau; der Weltcup 2021 bestand daher nur aus einer Runde in Ostende.

## Modus
Die Modalitäten des Weltcups werden durch Abschnitt 16.20 des UCI-Regelwerks definiert. In jeder Leistungsklasse werden Straßenrennen und Einzelzeitfahren ausgetragen, zusätzlich gibt es eine Handbike-Staffel. Diese Wettbewerbe sind allesamt seit 2010 im Programm.
Pro Nation und Leistungsklasse können maximal sechs Athleten teilnehmen. In jeder Leistungsklasse gibt es ein Weltcup-Ranking, in das jeweils Straßenrennen wie Einzelzeitfahren eingehen, zusätzlich gibt es ein Nationen-Ranking in der Staffel. Die ersten drei jedes Weltcup-Rennens erhalten Medaillen.
Die Ergebnisse des Weltcups gehen auch in die Weltranglisten ein, die für die Qualifikation zu Weltmeisterschaften und Paralympischen Spielen belangreich sind. Für die Weltrangliste zählen jedoch maximal zwei Weltcup-Resultate pro Saison und höchstens eins pro Kontinent. Diese Regel verhindert, dass Fahrer aus Europa, wo die meisten Weltcups stattfinden, allzu sehr bevorteilt werden. Ein Weltcup-Sieg zählt so viel wie der bei einer kontinentalen Meisterschaft.

## Statistiken
Bis einschließlich 2024 gab es 14 Austragungen des Weltcups mit insgesamt 38 Läufen. In der Regel gibt es pro Jahr drei Läufe, davon zwei in Europa. Die meisten außereuropäischen Läufe fanden an verschiedenen Orten in Québec statt.
Im Laufe der Zeit haben sich über 70 Nationen mindestens einmal am Weltcup beteiligt, mit deutlichem Schwerpunkt auf den Ländern Europas und Amerikas. Außerdem zählen Australien, Neuseeland, Japan und Korea zu den häufigsten Teilnehmern. Seit 2013 zogen die einzelnen Weltcup-Runden jeweils etwa 300 Teilnehmer an, davon ein Viertel Frauen. Zu den 300 Para-Athleten kommen noch jeweils etwa 30 Piloten für die Tandemrennen aus sehenden und sehbehinderten Paaren. Dennoch bleiben einige Klassen dünn besetzt und haben teilweise drei oder weniger Teilnehmer.
Seit 2017 waren die Niederlande bei fast allen Weltcup-Runden die stärkste Nation. Zu den übrigen führenden Nationen zählen die Vereinigten Staaten, Deutschland und Italien.

## Austragungsorte
- 2010:  Segovia (11.–13. Juni)
- 2011:  Sydney (4.–6. Mai),  Segovia (10.–12. Juni),  Baie-Comeau (8.–10. Juli)
- 2012:  Rom (25.–27. Mai),  Segovia (15.–17. Juni),  Baie-Comeau (6.–8. Juli)
- 2013:  Meran (7.–9. Juni),  Segovia (14.–16. Juni),  Matane (22.–25. August)
- 2014:  Castiglione (9.–11. Mai),  Segovia (25.–27. Juli)
- 2015:  Maniago (5.–7. Juni),  Yverdon (14.–16. Juni),  Elzach (24.–26. Juli),  Pietermaritzburg (11.–13. September)
- 2016:  Pietermaritzburg (6.–8. Mai),  Ostende (20.–22. Mai),  Baskenland (15.–17. Juli)
- 2017:  Maniago (12.–14. Mai),  Ostende (18.–21. Mai),  Emmen (30. Juni–2. Juli)
- 2018:  Ostende (3.–6. Mai),  Emmen (6.–8. Juli),  Baie-Comeau (16.–19. August)
- 2019:  Corridonia (9.–12. Mai),  Ostende (16.–19. Mai),  Baie-Comeau (8.–11. August)
- 2020: nicht ausgetragen
- 2021:  Ostende (6.–9. Mai)
- 2022:  Ostende (5.–8. Mai),  Elzach (12.–15. Mai),  Québec (4.–7. August)
- 2023:  Maniago (20.–23. April),  Ostende (4.–7. Mai),  Huntsville (26.–29. Mai)
- 2024:  Adelaide (13.–17. Januar),  Ostende (2.–5. Mai),  Maniago (16.–19. Mai)
- 2025:  Ostende / Brügge (1.–4. Mai),  Maniago (15.–18. Mai)